# U Slavoje
U Slavoje je ulice v Hloubětíně na Praze 14, která začíná na Hloubětínské, má slepé zakončení, respektive chodci mohou pokračovat v chůzi po schodech směrem k Průmyslové. Ulice má přibližný západovýchodní průběh.
Nazvána je podle své polohy u fotbalového hřiště místního oddílu Slavoj Hloubětín. Ulice vznikla a byla pojmenována v roce 1975.
Severní stranu ulice tvoří geologická přírodní památka Pražský zlom, nad ním je zámek Hloubětín s ohradní zdí a hláskou. Na jihu pod svahem se nachází fotbalové hřiště.

## Budovy a instituce
- Zámek Hloubětín, Hloubětínská 3/13
- Fotbalové hřiště